# Tamdaopteron
Tamdaopteron là một chi cánh thẳng thuộc họ Muỗm, phân họ Phaneropterinae. Chi này gồm 2 loài được công nhận, đều được phát hiện tại Việt Nam.

## Loài
Theo Catalogue of Life:
- Tamdaopteron major Gorochov, 2005 - loài điển hình
- Tamdaopteron minor Gorochov, 2005